# Михайловский заказник (Казахстан)
Михайловский заказник — государственный природный заказник (зоологический) в Костанайской области Казахстан. Создан в 1967 году сроком на 10 лет, в 1977 был продлён ещё на 10 лет. В 1986 году заказник перестал быть областным и получил статус республиканского без ограничения срока действия.

## Цель создания
Создан с целью сохранения охотничье-промысловых видов животных региона, боровой дичи.

## Климат
Климат территории резко континентальный.

## Природа
В Михайловском заказнике произрастают береза пушистая, береза повислая, лапчатка прямостоячая, ива пятитычинковая, тополь бальзамический, подмареник мягкий, клен татарский, клен ясенелистный, ясень, тимьян обыкновенный.
На территории заказника можно встретить таких животных как косуля сибирская, лось, лесная куница, тетерев, куропатка белая, журавль-красавка, куропатка серая, желтая цапля.